# Lieutenant-gouverneur du Delaware
 (juin 2018).
Si vous disposez d'ouvrages ou d'articles de référence ou si vous connaissez des sites web de qualité traitant du thème abordé ici, merci de compléter l'article en donnant les références utiles à sa vérifiabilité et en les liant à la section « Notes et références ».
Le lieutenant-gouverneur du Delaware est numéro deux de l’exécutif de l'État du Delaware, aux États-Unis. Les lieutenants-gouverneurs sont élus pour un mandat de quatre ans, au cours de la même élection générale que celle du président des États-Unis et prend ses fonctions le 1er janvier suivant.
Le poste de lieutenant-gouverneur a été créé par la Constitution du Delaware de 1897 et la première élection a eu lieu en 1900.
Comme dans beaucoup d'autres États américains, le lieutenant-gouverneur est aussi le Président du Sénat du Delaware. À ce titre, il ne peut voter qu'en cas d'égalité.
Bien que dans la pratique, le candidat pour le poste de lieutenant-gouverneur forme un « billet » avec le candidat pour le poste gouverneur, les élections du gouverneur et lieutenant-gouverneur sont votées séparément dans le Delaware. En 1972, 1976 et 1984, le gouverneur et le lieutenant-gouverneur élus appartenaient à différents partis.
Les bureaux du lieutenant-gouverneur sont situés dans la capitale de l'État, Dover.

## Liste des lieutenants-gouverneurs du Delaware
| #  | Nom                      | Début mandat    | Fin mandat       | Parti       | Lieu de résidence | Comté               | Profession       |
| -- | ------------------------ | --------------- | ---------------- | ----------- | ----------------- | ------------------- | ---------------- |
| 1  | Philip L. Cannon         | 15 janvier 1901 | 17 janvier 1905  | Républicain |                   |                     |                  |
| 2  | Isaac T. Parker          | 17 janvier 1905 | 19 janvier 1909  | Républicain |                   |                     |                  |
| 3  | John M. Mendinhall       | 19 janvier 1909 | 21 janvier 1913  | Républicain | Newport           | Comté de New Castle |                  |
| 4  | Colen Ferguson           | 21 janvier 1913 | 16 janvier 1917  | Démocrate   | Blackbird Hundred | Comté de New Castle |                  |
| 5  | Lewis T. Eliason         | 16 janvier 1917 | 18 janvier 1921  | Démocrate   |                   |                     |                  |
| 6  | J. Danforth Bush         | 18 janvier 1921 | 20 janvier 1925  | Républicain |                   |                     |                  |
| 7  | James H. Anderson        | 20 janvier 1925 | 15 janvier 1929  | Républicain |                   |                     |                  |
| 8  | James H. Hazel           | 15 janvier 1929 | 17 janvier 1933  | Républicain |                   |                     |                  |
| 9  | Roy F. Corley            | 17 janvier 1933 | 19 janvier 1937  | Républicain | Smyrna            | Kent                | Dentiste         |
| 10 | Edward W. Cooch          | 19 janvier 1937 | 21 janvier 1941  | Démocrate   |                   |                     |                  |
| 11 | Isaac J. MacCollum       | 21 janvier 1941 | 16 janvier 1945  | Démocrate   |                   |                     | Physicien        |
| 12 | Elbert N. Carvel         | 16 janvier 1945 | 18 janvier 1949  | Démocrate   | Laurel            | Sussex              | Homme d'affaires |
| 13 | Alexis I. du Pont Bayard | 18 janvier 1949 | 20 janvier 1953  | Démocrate   | Wilmington        | Comté de New Castle | Avocat           |
| 14 | John W. Rollins          | 20 janvier 1953 | 15 janvier 1957  | Républicain | Greenville        | Comté de New Castle | Homme d'affaires |
| 15 | David P. Buckson         | 15 janvier 1957 | 30 décembre 1960 | Républicain | Camden            | Kent                | Avocat           |
| 16 | Eugene Lammot            | 17 janvier 1961 | 19 janvier 1965  | Démocrate   |                   |                     |                  |
| 17 | Sherman W. Tribbitt      | 19 janvier 1965 | 21 janvier 1969  | Démocrate   | Odessa            | Comté de New Castle | Marchand         |
| 18 | Eugene Bookhammer        | 21 janvier 1969 | 18 janvier 1977  | Républicain |                   |                     |                  |
| 19 | James D. McGinnis        | 18 janvier 1977 | 20 janvier 1981  | Démocrate   | Dover             | Kent                | Agent immobilier |
| 20 | Michael N. Castle        | 20 janvier 1981 | 15 janvier 1985  | Républicain | Wilmington        | Comté de New Castle | Avocat           |
| 21 | Shien Biau Woo           | 15 janvier 1985 | 20 janvier 1989  | Démocrate   | Newark            | Comté de New Castle | Professeur       |
| 22 | Dale E. Wolf             | 20 janvier 1989 | 31 décembre 1992 | Républicain | Wilmington        | Comté de New Castle | DuPont           |
| 23 | Ruth Ann Minner          | 19 janvier 1993 | 3 janvier 2001   | Démocrate   | Milford           | Kent                |                  |
| 24 | John C. Carney           | 16 janvier 2001 | 20 janvier 2009  | Démocrate   | Claymont          | Comté de New Castle |                  |
| 25 | Matthew Denn             | 20 janvier 2009 | 6 janvier 2015   | Démocrate   |                   |                     |                  |
| 26 | Bethany Hall-Long        | 17 janvier 2017 | 7 janvier 2025   | Démocrate   |                   |                     |                  |
| 27 | Kyle Evans Gay           | 21 janvier 2025 |                  | Démocrate   |                   |                     |                  |